# Autostrada A314 (Francja)
Autostrada A 314 (fr. Autoroute A 314) – łącznica autostradowa we Francji, w północno-wschodnim departamencie Mozela (region Lotaryngia). Przejazd autostradą jest bezpłatny.
A 314 oraz autostrada A 315 tworzą układ dróg łączących wschodnie dzielnice stolicy regionu – Metz z autostradą A 4. W części północnej miasta rolę tę spełnia autostrada A 31. Węzeł A 314/A 4 (Bifurcation de Lauvallières) obsługuje ruch samochodowy w kierunku wschodnim, tj. Strasburg ↔ Metz.
Autostrady A 314 i A 315 pełnią bardzo istotną rolę w układzie komunikacyjnym aglomeracji Metz, pozwalając na dotarcie ze wschodniej części miasta oraz z centrum do autostrady A 4 z pominięciem A 31, która na tym odcinku jest bardzo zatłoczona.